# Cylisticus lobatus
Cylisticus lobatus är en kräftdjursart som beskrevs av Franco Ferrara och Stefano Taiti 1985. Cylisticus lobatus ingår i släktet Cylisticus och familjen Cylisticidae. Inga underarter finns listade i Catalogue of Life.